# سد زرنان
 سد زرنان  یکی از سدهای در حال بهره برداری استان زنجان است.